# Potez 452
Die Potez 452 ist ein französisches Flugboot der 1930er Jahre, das von der Marine des Landes als katapultierfähiges Bordflugzeug verwendet wurde.

## Entwicklung
Die Potez 452 wurde als leichtes Aufklärungsflugboot konstruiert, das von kleineren Schiffen aus operieren sollte. Der Prototyp der 54er Reihe, die Potez 450, entstand ab 1931 und führte im April 1932 seinen Erstflug durch. Im selben Jahr wurde er auf dem Aérosalon in Paris der Öffentlichkeit präsentiert. Die nachfolgende Flugerprobung verlief äußerst unbefriedigend und erst nach umfangreichen Verbesserungen an Rumpfboot, Trag- und Leitwerk und dem Einbau eines stärkeren Antriebs erteilte die französische Marine drei Jahre später einen ersten Serienauftrag über zehn Flugzeuge, die bis zum Frühjahr 1936 produziert und als Potez 452 in Dienst gestellt wurden. Die Bestellung wurde kurze Zeit später um weitere sechs Stück erweitert, die wie schon die Serie zuvor im CAMS-Werk in Sartrouville gefertigt und bis 1937 ausgeliefert wurden.
Zum Einsatz kam die Potez 452 hauptsächlich auf leichten Kreuzern, wo sie neben der Aufklärung auch zu anderen Zwecken wie der Feuerleitung von Schiffsartillerie, dem Legen von Nebelwänden und als Verbindungsflugzeug zwischen in größerer Entfernung zueinander agierenden Schiffen verwendet wurde. Auch  in den Überseegebieten der französischen Kolonien operierte die Potez 452 als Bordflugzeug von mit Katapulten ausgerüsteten Kanonenbooten aus. Das letzte, im fernen Osten verwendete Exemplar wurde erst 1943 aus dem Dienst genommen.
Als Reaktion auf die Forderung der Marine nach einem bordgestützten See-Jagdflugzeug entwickelte Potez aus der Aufklärervariante 1935 die einsitzige Potez 453. Sie war im Gegensatz zu seinen sämtlich als Schwimmerkonstruktion ausgeführten Konkurrenzentwürfen Loire 210, H 110 und R.90 das einzige Jagd-Flugboot. Der Aufbau des Vorgängers wurde weitgehend beibehalten, lediglich die Beobachterkabine entfiel und das Tragflächenmittelstück erhielt einen nach oben verlaufenden Knick mit geänderter Motorverstrebung und höher gesetztem Antrieb. Ein mehr als doppelt so starkes Hispano-Suiza-Triebwerk ersetzte den herkömmlichen Motor vom selben Hersteller. Die folgenden Testserien und Vergleichsfliegen der einzelnen Typen zogen sich über die nächsten zwei Jahre hin und als sich die Marine 1937 schließlich für die Loire 210 entschied, wurde das  CANT-453-Programm beendet.

## Aufbau
Die Potez 452 ist ein verspannter und verstrebter Hochdecker in Holzbauweise.
RumpfDer zweistufige, gekielte Bootskörper wird aus fünf Längsholmen, Bodenstringern, Spanten und Schotts aus Holz mit Holzbeplankung gebildet und ist in mehrere wasserdichte Sektionen unterteilt.
TragwerkDer Tragflügel befindet sich hoch angesetzt und durch Streben mit diesem verbunden über dem Rumpf, zusätzlich durch Drahtauskreuzungen stabilisiert. Er ist dreiteilig ausgeführt und wird durch eine Holzkonstruktion, bestehend aus zwei Kastenholmen und Spruce-Rippen, die durch Metallstreben und Drahtauskreuzung versteift werden, gebildet. Die Vorderkante der Außenflügel besteht aus Sperrholz, der übrige Teil ist mit Stoff bespannt. Das Tragflächenmittelstück besitzt bis auf die mit Metallblechen verkleidete Hinterkante eine Sperrholzbeplankung. An seiner Vorderkante ist die weit über den Bug ragende, abgestrebte Motorgondel angeschlossen. Zur platzsparenden Unterbringung können die Außenflächen seitlich an den Rumpf geklappt werden.
LeitwerkDie Potez 452 ist mit einem Normalleitwerk versehen, das aus einem stoffbespannten Holzgerüst gebildet wird. Die Höhenflosse ist durch V-Streben zum Rumpf hin abgestützt. Sowohl Seiten- als auch Höhenruder sind ausgeglichen.
SchwimmwerkNeben dem Bootskörper besitzt die Potez 452 zwei seitlich unter den Außenflügeln angebrachte ungestufte Schwimmer aus Holz. Diese sind über diagonale Kreuzstreben mit dem Rumpf sowie durch I-Streben mit der Unterseite der Tragflächen verbunden.

## Technische Daten

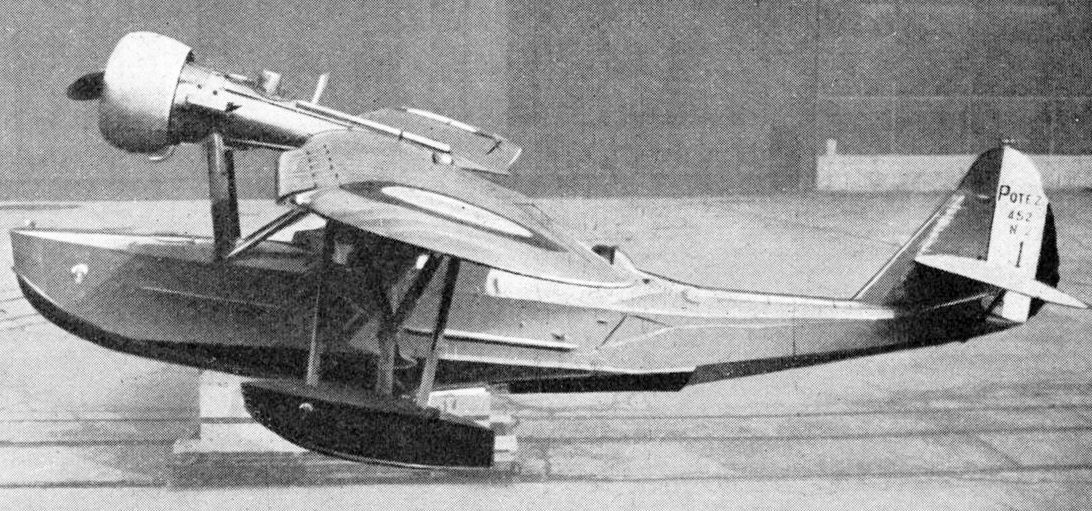
Potez 452

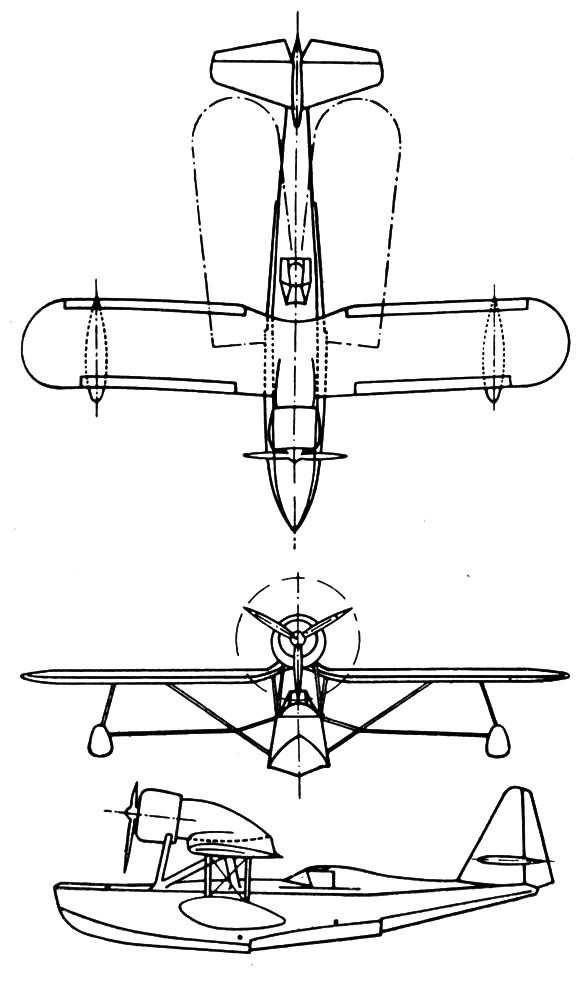
Dreiseitenansicht der Potez 453

| Kenngröße              | Daten (Potez 452)                                                      | Daten (Potez 453)                                                 |
| ---------------------- | ---------------------------------------------------------------------- | ----------------------------------------------------------------- |
| Besatzung              | 2                                                                      | 1                                                                 |
| Länge                  | 10,23 m                                                                | 10,2 m                                                            |
| Spannweite             | 13,0 m                                                                 | 11,2 m                                                            |
| Höhe                   | 3,4                                                                    | k. A.                                                             |
| Flügelfläche           | 24,3 m²                                                                | 19 m²                                                             |
| Flügelstreckung        | 6,5                                                                    | 6,6                                                               |
| Flächenbelastung       | 61,7 kg/m²                                                             | 96,8 kg/m²                                                        |
| Leistungsbelastung     | 5 kg/PS                                                                | 2,7 kg/PS                                                         |
| Flächenleistung        | 12,3 PS/m²                                                             | 35,2 PS/m²                                                        |
| Rüstmasse              | 1065 kg                                                                | 1423 kg                                                           |
| Nutzlast               | 435 kg                                                                 | 416 kg                                                            |
| Startmasse             | normal 1500 kg maximal 1750 kg bei Katapultstart                       | 1839 kg                                                           |
| Antrieb                | ein luftgekühlter Neunzylinder-Sternmotor                              | ein luftgekühlter Vierzehnzylinder-Doppelsternmotor               |
| Typ                    | Hispano-Suiza 9Qd                                                      | Hispano-Suiza 80                                                  |
| Nennleistung           | 300 PS (221 kW)                                                        | 670 PS (493 kW) in 3500 m                                         |
| Höchstgeschwindigkeit  | 222 km/h in Bodennähe 217 km/h in 2000 m Höhe                          | 340 km/h in 3500 m                                                |
| Marschgeschwindigkeit  | 180 km/h in 2000 m Höhe 130 km/h (wirtschaftlich)                      | k. A.                                                             |
| Mindestgeschwindigkeit | 72 km/h                                                                | k. A.                                                             |
| Landegeschwindigkeit   | k. A.                                                                  | 90 km/h                                                           |
| Steiggeschwindigkeit   | 200 m/min                                                              | k. A.                                                             |
| Steigzeit              | 28 min auf 5000 m                                                      | 4 min auf 3500 m                                                  |
| Startlauf              | 10 s                                                                   | k. A.                                                             |
| Gipfelhöhe             | praktisch 4000 m maximal 6500 m                                        | 9000 m                                                            |
| Reichweite             | normal 500 km mit 190 l Kraftstoff maximal 750 km mit 285 l Kraftstoff | k. A.                                                             |
| Flugdauer              | normal 4 h bei 130 km/h maximal 5,5 h bei 130 km/h                     | k. A.                                                             |
| Bewaffnung             | ein bewegliches MG auf Drehlafette im Beobachterstand                  | zwei bis vier starre MG oder 20-mm-MK auf dem Rumpfbug (optional) |